# Barbion à front rouge
Pogoniulus pusillus
Espèce
Statut de conservation UICN

 LC  : Préoccupation mineure
Le Barbion à front rouge (Pogoniulus pusillus) est une espèce d'oiseaux de la famille des Lybiidae.
Son aire s'étend à travers la façade sud-est de l'Afrique du Sud, l'Eswatini et le sud du Mozambique.